# 6323 Karoji
6323 Karoji è un asteroide della fascia principale. Scoperto nel 1991, presenta un'orbita caratterizzata da un semiasse maggiore pari a 2,6355618 UA e da un'eccentricità di 0,1355775, inclinata di 5,20704° rispetto all'eclittica.